# (3325) TARDIS
(3325) TARDIS est un astéroïde de la ceinture principale.

## Description
(3325) TARDIS est un astéroïde de la ceinture principale. Il fut découvert le 3 mai 1984 à la station Anderson Mesa par Brian A. Skiff. Il fut nommé d'après le TARDIS de Doctor Who. Il présente une orbite caractérisée par un demi-grand axe de 3,18 UA, une excentricité de 0,01 et une inclinaison de 22,2° par rapport à l'écliptique.

## Compléments